# Cantón de Monthureux-sur-Saône
El cantón de Monthureux-sur-Saône era una división administrativa francesa, que estaba situada en el departamento de Vosgos y la región de Lorena.

## Composición
El cantón estaba formado por once comunas:
- Ameuvelle
- Bleurville
- Claudon
- Fignévelle
- Gignéville
- Godoncourt
- Martinvelle
- Monthureux-sur-Saône
- Nonville
- Regnévelle
- Viviers-le-Gras

## Supresión del cantón de Monthureux-sur-Saône
En aplicación del Decreto nº 2014-268 de 27 de febrero de 2014, el cantón de Monthureux-sur-Saône fue suprimido el 22 de marzo de 2015 y sus 11 comunas pasaron a formar parte del nuevo cantón de Darney.